# ГЕС Кумберленд
ГЕС Кумберленд — каскад зі споруджених за єдиним проєктом трьох малих гідроелектростанцій на острові Сент-Вінсент у державі Сент-Вінсент і Гренадини. Станом на другу половину 2010-х років найпотужніший об'єкт гідроелектроенергетики країни (а машинний зал С1 є при цьому найпотужнішою ГЕС острова).
Каскад спорудили у другій половині 1980-х для використання потенціалу річки Кумберленд, яка впадає в Карибське море на західному узбережжі острова та має на ділянці у 10 км падіння до шести сотень метрів. Він охоплює три ГЕС — С1 (Грув), C2 (Спрінг-Вілідж) та С3 (Кумберленд), які постачаються від облаштованих на річці водозаборів через водоводи загальною довжиною до 6 км (для С1 та С2 трохи більші за 2 км, а для С3 завдовжки 1,85 км). При цьому станція С1 також має верхній балансувальний резервуар об'ємом 11 тис. м3, чого вистачає на три години роботи. Реалізована схема забезпечує напір у 169 метрів, 83 метри та 51 метр (С1, С2 та С3 відповідно).
Усі станції обладнані турбінами типу Френсіс виробництва французької компанії Neyrpic (належить концерну Alstom) — однією потужністю 1,464 МВт (С1), двома по 0,64 МВт (С2) та двома по 0,46 МВт (С3), що дає загальну потужність близько 3,7 МВт. Від проєкту первісно очікували виробництва понад 20 млн кВт·год електроенергії на рік, проте фактично цей показник становить лише 14 млн кВт·год (у тому числі С1 — 6,3 млн кВт·год, С2 — 5 млн кВт·год та С3 лише 2,8 млн кВт·год). Однією з причин зниження виробітки є розбір води для потреб населення долини.
Видача продукції відбувається по ЛЕП, розрахованій на роботу під напругою 33 кВ.